# Stopping by Woods on a Snowy Evening
Stopping by Woods on a Snowy Evening is een gedicht van de Amerikaanse dichter Robert Frost (1874 - 1963), gepubliceerd in zijn poëziebundel New Hampshire uit 1923. Het thema van het gedicht is de strijd die zich afspeelt in de geest van de spreker tussen twee mogelijkheden: de contemplatie van de schoonheid van de natuur en de terugkeer naar de verantwoordelijkheid van het dagelijks leven.

## Analyse
Het gedicht bevat vier kwatrijnen met als rijmschema AABA-BBCB-CCDC-DDDD (een kettingrijm).
Elk vers is een jambische tetrameter.
Het gedicht begint met een spreker die zich lijkt af te vragen aan wie het woud toebehoort waar hij met zijn paard langsrijdt. Hij vermoedt dat de eigenaar zich in het dorp bevindt en hem dus niet kan zien. Waarom de spreker daar zo bezorgd over is weten we niet. Doet hij misschien iets verkeerd door hier te zijn? Het gedicht gaat daar verder niet op in maar tekent een beeld van een man, het woud en de sneeuw. Dit werpt vragen op als Waarom stopt hij? Wat trekt hem zo aan? Weer geeft het gedicht daar geen uitsluitsel over.
In de tweede strofe zegt de spreker dat zijn paard niet gewend is om zonder reden te stoppen, temeer omdat er geen boerderij in de buurt is. Een paard denkt natuurlijk niet op de manier die het gedicht lijkt te suggereren (My little horse must think it queer); het zijn dus eerder de gedachten van de spreker zelf die hier worden weergegeven.
In de derde strofe interpreteert de spreker het schudden van de belletjes door het paard als een signaal om verder te trekken. Hier stoppen heeft geen enkele zin. De dichter suggereert hier ook de stilte van de nacht, de eenzaamheid en het innige van het moment zelf, dat slechts wordt onderbroken - of benadrukt - door het klingelen van de belletjes. Hoewel de spreker lijkt te genieten van dit moment, (easy wind, downy flake), heeft hij toch twijfels bij wat hij aan het doen is.
De eerste versregel van de laatste strofe legt eigenlijk uit waarom de spreker hier gestopt is. Hij stopte hier omdat hij aangetrokken werd door de duistere schoonheid van het woud (The woods are lovely, dark and deep). Desondanks voelt hij de druk om verder te gaan (But I have promises to keep), terug naar zijn verantwoordelijkheden en verplichtingen. Het afsluitend couplet is een herhaling van dezelfde versregel And miles to go before I sleep. De suggestie voor de lezer is dat 'slaap' ook de eeuwige slaap, de dood kan betekenen. Miles to go verwijst dan mogelijk naar de tijd die de dichter nog rest om te leven.

## Verwijzingen
Het gedicht komt voor in Death Proof, een film (2007) van Quentin Tarantino en in Telefon (1977), een spionagefilm van Don Siegel met Charles Bronson.
Ook komt het laatste couplet voor aan het einde van aflevering 20 ("Dead Man's Switch") van de serie Elementary Seizoen 1 met John Lee Miller. In aflevering 5 Seizoen 2 van de serie Succession refereert de personage Nan aan het laatste couplet, aan het begin. 
De Amerikaanse componist Elliot Del Borgo schreef een gelijknamig werk voor gemengd koor.

## Nederlandse vertalingen
- Ans Bouter: "Stop op mijn rit door het bos in de sneeuw"
- Jules Grandgagnage: "Stilstaan bij een besneeuwd bos"